# ボブ・スポルディング
ボブ・スポルディング（Bob Spalding、1947年2月10日-）は、アメリカのギタリスト、ベーシスト、作曲家、編曲家で、ザ・ベンチャーズのメンバーである。

## 略歴
1947年2月10日、アメリカ合衆国カリフォルニア州サンバーナーディーノに生まれる。初期のロックンロールに興味を持ち、やがてギターを手にするようになり、1961年には地元のアマチュアバンドで音楽活動を開始する。1962年に、アメリカ軍に在籍していた父親が日本への派遣を命令されたため、一家で日本に滞在することになるが、この時に偶然来日していたザ・ベンチャーズのステージを見るという機会に恵まれ、大きな衝撃を受ける。
同年末に帰国、テキサス州オースティンに居を構え、そこで本格的な音楽活動を開始し、R&Bのバンドでプロとしての活動を始める。1964年には、実兄のペリーと組んだバンド「The Nomads」で、初めてのレコーディングを経験し、地元でローカルヒットを果たすなど成功を果たす。その後は「Sweet Pain」というバンドで活動するがこのバンドは長く続かず、その後はセッション活動に重きを置きながら経験を重ねていく。
音楽活動の中での様々な出会いの中から、ザ・ベンチャーズとのセッションや、アルバム「The Shaft（邦題:「黒いジャガーのテーマ」）」のレコーディングに於いて編曲で参加する。その後はザ・ベンチャーズを脱退したメル・テイラーがジェリー・マギーなどと結成した「メル・テイラー＆ザ・ダイナミックス」にリズムギターとして参加、来日を果たしているが、程なくメル・テイラーがザ・ベンチャーズに復帰、自然消滅的に解散したことから、ジェリー・マギー共々セッションなどの活動に戻る。
メル・テイラー＆ザ・ダイナミックス解散後は一時音楽界から離れていたが、1981年のザ・ベンチャーズのツアー中にリードギター担当のノーキー・エドワーズが体調を崩し入院、急遽ピンチヒッターとして白羽の矢が立てられる。大役を見事に果たした彼はそれ以来ベンチャーズの一員として認められ、2004年以来健康上の問題から来日が難しくなり、ツアーから引退したボブ・ボーグルの代役として、ザ・ベンチャーズのツアーやレコーディングに参加。
2009年にボブ・ボーグルが他界して以来、ベンチャーズの正式メンバー、ベーシストとして活躍している。ギターだけでなくベース、ドラムを演奏できるマルチプレイヤーでもあり、作曲や編曲に於いても重要な役割を果たし、「5人目のベンチャーズ」として30年余りの長きに渡りバンドに貢献し続けている。
2015年度のベンチャーズの日本ツアーをもってドン・ウィルソンがツアーから引退し、それを受けてリズムギターの後任としてリズムギターにパートチェンジし、空席となったベーシストの座に彼の息子であるイアン・スポルディングが加入する事が同年7月より開始した日本ツアーで正式発表された。その後、ジェリー・マギーが2017年度の日本ツアーをもってツアーから引退することを表明し、翌年のツアーよりジ新たにジェリーの後任としてリードギターを担当することが発表された。これにより息子のイアン・スポルディングがリズムギターに変わり、空席となったベーシストにはアメリカでサポートメンバーとして活動していたルーク・グリフィンが正式メンバーとして担当することになった。

## ソロアルバム
- The 5Th Venture
- Transition

## 使用機材
- ARIA ザ・ベンチャーズモデルギターVM-2001
- ARIA ザ・ベンチャーズモデルベースVMB-2001
- ARIA ザ・ベンチャーズ・ボブ・スポルディングモデル
  - シャーラー製フロイド・ローズS-FRTや、セイモア・ダンカン製のシングルコイルピックアップ「クオーターパウンド」をフロントとセンターに2基、リアポジションにも同じくセイモア・ダンカン製のハムバッキングピックアップ「JB」を搭載するなど、同社のベンチャーズモデルの中でもかなり現代的な仕様となっている。
- ARIA SWBエレクトリック・アップライトベース
- フェンダー・ジャズマスター
- フェンダー・プレシジョンベース
- ギブソン・ES-335（ザ・ダイナミックス時代に使用していた）
- Roland・JC-120
- Ampeg・SVTシリーズ

## エピソード
- 2005年にM&Iカンパニーからリリースされた彼のソロアルバム「The 5th Venture」は、元々1990年代初頭にレコーディングされたもので、ザ・ベンチャーズのメンバーも演奏や作曲、編曲に深く関与している。当初は「The World Is Curious Place」というタイトルで、ヨーロッパでカセットテープによるリリースであったが、後にアメリカ本国でリリースされ、日本では2005年にボブ・スポルディングのザ・ベンチャーズ加入記念盤として、彼の異名から取られた「The 5th Venture」に改題されてリリースされている。同作品に収録された自身の作曲した曲である「Blue Dawn」は、現在もザ・ベンチャーズのステージで披露される。

ライヴやレコーディングでは一部の楽曲でリードギターを演奏する。ボブ・ボーグルが生前レパートリーとしていたウォーク・ドント・ランを含むメドレー演奏においては、ボブ・ボーグルと同じくトレモロアームを握った状態でピッキングし、ボーグル流を継承している。